# Phyllachora kambakkamensis
Phyllachora kambakkamensis är en svampart som beskrevs av K. Ramakr. 1953. Phyllachora kambakkamensis ingår i släktet Phyllachora och familjen Phyllachoraceae.   Inga underarter finns listade i Catalogue of Life.